# Bernhard Boeß
Bernhard Karl Friedrich Boeß, geboren als Carl Friedrich Bernhard Boëss, auch Boess oder Boëß, (* 1. Januar 1856 in Wernigerode; † 10. August 1929) war ein preußischer Generalleutnant.

## Leben
Bernhard Boeß wurde auf dem Schloss Wernigerode geboren, wo sein Vater Carl Friedrich Boëss als Kammerherr im Dienst des Grafen Otto zu Stolberg-Wernigerode stand. Er besuchte das Gräflich-Stolberg'sche Gymnasium in Wernigerode, welches er Ostern 1874 verließ, und schlug anschließend eine Militärlaufbahn in der Preußischen Armee ein.
1875 war er als Unteroffizier im 8. Brandenburgischen Infanterie-Regiment Nr. 64 und blieb dort, 1890 als Premierleutnant, noch bis mindestens 1897. Später diente er im Infanterie-Regiment „Freiherr von Sparr“ (3. Westfälisches) Nr. 16 als Kompaniechef. 1901 wurde er von dort als Eisenbahn-Linienkommissar und vorher zum Major à la suite befördert, dem Infanterie-Regiments Nr. 155 zugeordnet und direkt zu der Eisenbahn-Abteilung des Großen Generalstabs geschickt. Dort blieb er bis 1907 und war dann als Oberstleutnant dem Infanterie-Regiment Nr. 99 als Bataillonskommandeur zugeteilt. Anschließend diente er als Stabsoffizier beim Infanterie-Regiment „Graf Barfuß“ (4. Westfälisches) Nr. 17.
Als Oberst war er ab dem 22. März 1910 für drei Jahre Kommandeur des 3. Unter-Elsässischen Infanterie-Regiments Nr. 138 und wurde anschließend mit der Führung der 24. Infanterie-Brigade in Nysa beauftragt. Unter Beförderung zum Generalmajor erfolgte am 18. April 1913 seine Ernennung zum Kommandeur dieses Großverbandes. Am 4. Juli 1914 übergab er das Kommando an Hermann von der Heyde und wurde unter Anweisung seines Wohnsitzes in Gumbinnen zu den Offizieren von der Armee versetzt. Neun Tage später wurde er zum Kommandeur der 4. Infanterie-Brigade ernannt, die er nach Ausbruch des Ersten Weltkriegs in den Schlachten bei Gumbinnen, Tannenberg und an den Masurischen Seen führte.
Ende Dezember 1914 übernahm Boeß die neu aufgestellte 79. Reserve-Division, welche er bis Mitte 1916 u. a. in der Winterschlacht in Masuren führte. Anschließend wurde er Kommandeur der 200. Infanterie-Division und zum Generalleutnant befördert. Von September 1917 bis Juni 1918 war er Kommandeur der 11. Reserve-Division, mit welcher er in Flandern kämpfte.
Im Februar 1914 war er von zwei Soldaten angegriffen und verletzt worden. Die Soldaten flüchteten und brachten sich in der Folge selbst um. Diese Selbstmorde wurden auf Anfrage von Matthias Erzberger im Reichstag diskutiert.
Boeß war im Ehrenausschuss der Deutschen Pfadfinderbundes. Er war mit Gertrud Förtsch († 1916), eine Tochter von Richard Förtsch, verheiratet.